# Ochiltree (East Ayrshire)
Ochiltree, im Mittelalter Uchletree genannt, ist ein Ort in East Ayrshire in Schottland, und liegt in der Nähe von Auchinleck und Cumnock. Es ist eine der ältesten Siedlungen im Osten Ayrshires, mit archäologischen Funden aus der Steinzeit und der Bronzezeit. 2011 hatte der Ort 1046 Einwohner. Ochiltree County in Texas ist nach diesem Ort benannt.

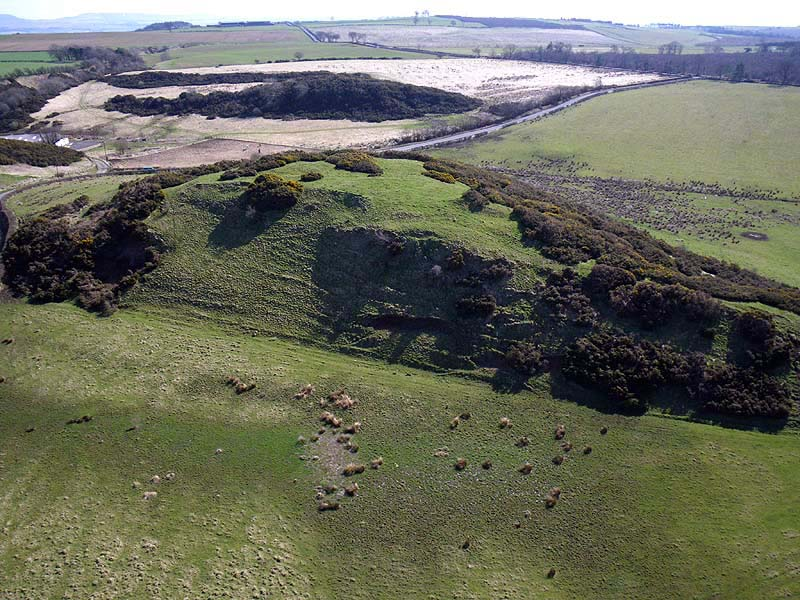
Fundplatz Peace Knowe

Peace Knowe besteht aus dreifachen Wällen im Süden und Westen und doppelten Wällen im Osten. Der Zugang liegt im Westen.